# Конвергенционный клуб
Конвергенционный клуб (англ. convergence clubs) — группа регионов (стран), демонстрирующая стабильное опережение или запаздывание по какому-либо показателю. Группа может классифицироваться по уровню образования, доходу на душу населения и другим измеримым факторам. Гипотеза клубной конвергенции (сходимости) предполагает, что группа регионов (стран), обладающие сходными структурными характеристиками, и находящиеся в близких стартовых условиях, демонстрируют взаимную конвергенцию. Бедные регионы (с низкими показателями) сходятся друг с другом и создают свой клуб конвергенции при низком уровне богатства на душу населения. Богатые регионы группируются по уровню конвергенции с более высокими показателями доходов на душу населения. Существующие барьеры, как ограниченность образования, нехватка ресурсов или слабая инфраструктура, затрудняют бедным регионам перейти в более высокий клуб конвергенции.

## История
Понятие конвергенционного клуба был первоначально введён Ульямом Баумолем в своей работе «Рост производительности, конвергенция и благосостояние: что показывают долгосрочные данные» в 1986 году, где указал о существовании конвергенции группы национальных экономик. В работе «Рост производительности, конвергенция и благосостояние: ответ» за 1988 год Баумоль добавил, что «трудно ответить на вопрос о том, каким образом страны достигают членства в клубе конвергенции и на каком основании их иногда исключают».

## Определение
Гипотеза клубной сходимости утверждает, что группа регионов внутри страны, обладающие сходными структурными характеристиками, и находящиеся в близких стартовых условиях, может демонстрировать конвергенцию своих экономик. 

## Теория эндогенного роста
В рамках теории эндогенного роста конвергенция между регионами возможна только в том случае, если они обладают схожими структурными характеристиками, касающимися создания и внедрения технологий. Если создание технологии ограничено одним из регионов, остальные регионы могут объединиться в сторону лидера при условии, что они смогут принять и ассимилировать технологию. Чем больше технологическое отставание от лидера, тем выше стимул к внедрению технологий. Однако, высокий технологический разрыв может указывать и отражать неадекватные условия для внедрения технологии, которые препятствуют или сдерживают сближение с более технологически развитыми регионами. Таким образом, технологическое наверстывание возможно только в тех регионах, условия в которых аналогичны или близки к условиям в технологически развитых регионах.